# Pietro Lombardo
Pietro Lombardo (ur. ok. 1435 w Caronie, zm. w czerwcu 1515 w Wenecji) – włoski architekt i rzeźbiarz. 

## Życiorys
Przedstawiciel wczesnego renesansu weneckiego. Twórca m.in. rzeźb na nagrobkach Dantego Alighieri oraz dożów Pasquala Malipiero i Pietra Mocenigo. Kierował ekipami architektów i rzeźbiarzy w weneckich kościołach.